# Hűvösvölgy
Hűvösvölgy Budapest egyik városrésze a II. kerületben. amely közkedvelt kirándulóhely, egyben fontos közlekedési csomópont az Ördög-árok mély völgyében.

## Fekvése
Határai: Budapest 1949. december 31-i határa a Nagykovácsi út (a 171. és 184. sz. határkövek között) – Ördög-árok – Nyéki út – Hűvösvölgyi út.

## Története

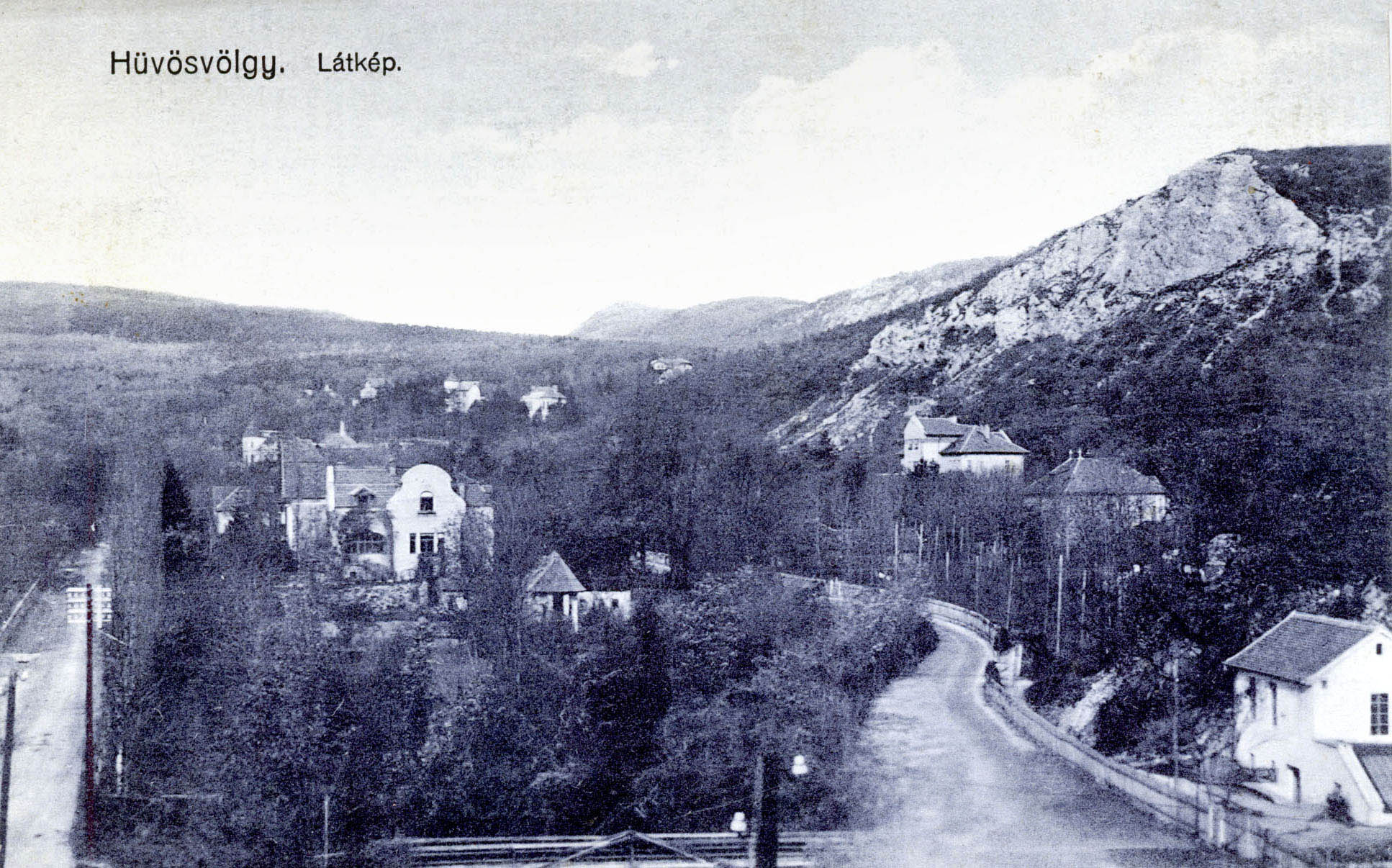
Pasarét és Hűvösvölgy határvidékének látképe, 1923-ból

1847-ben kapta mai nevét a német Im Kühlental helyett. Itt van a Gyermekvasút (korábbi nevén Úttörővasút) vonalának északi végpontja és rendező pályaudvara. Közelében van a Gyermekvasutas Otthon, amihez a villamos végállomástól 1955–1970 között még mozgólépcső is vezetett. Szintén itt található az észak-budai agglomeráció településeit (Nagykovácsi, Remeteszőlős, Solymár) a fővárossal összekötő, illetve ezek utasait a budai belvárosig továbbító közösségi közlekedési járatok végállomása.
A Belvárostól 8 km távolságra elhelyezkedő Hűvösvölgy területén 1999-ig két autóbusz-végállomás és ezek közelében egy hurokvágányos villamos-végállomás üzemelt – a városközponthoz közelebb a Hűvösvölgy, Népkert elnevezésű állomás az agglomerációba induló buszok (57, 157, 257, 63, 64, 164) –, a mai Bátori László utcai megálló helyén, illetve annak közelében lévő, Hűvösvölgy, Hidegkúti út elnevezésű végállomásról pedig a Moszkva (ma Széll Kálmán) tér, illetve időszakonként más, belsőbb végállomásokra közlekedő, azóta megszűnt 56-os és 56E buszok indultak. 1998 októbere és 1999 júliusa között a két külön végállomás helyett egy közös csomópontot építettek ki a Hűvösvölgyet érintő összes autóbusz- és villamosjárat számára, ennek átadása 1999. július 7-én történt. Az új állomás átadásával az addigi 56-os buszt és az 56E expresszjáratot összevonták az új – azóta egyébként (2008-ban) szintén megszüntetett – 56-os autóbusz formájában, viszont rövid időn belül lecsökkentették a megállóhelyek számát is az 56-os villamos vonalán, annak érdekében, hogy csökkenjen az utazási idő a vonalon, és versenyképesebbé válhasson a villamos ezen a szakaszon, a hétköznapokon állandó forgalmi torlódásokkal terhelt Hűvösvölgyi úton közlekedő buszokkal szemben. A felhagyott Népkert buszvégállomás helyén P+R parkoló, a megszűnt 56-os busz Ördögárok utcai fordulója helyén pedig a 2015-ben átadott "HÜVI" szolgáltatóház nyílt.

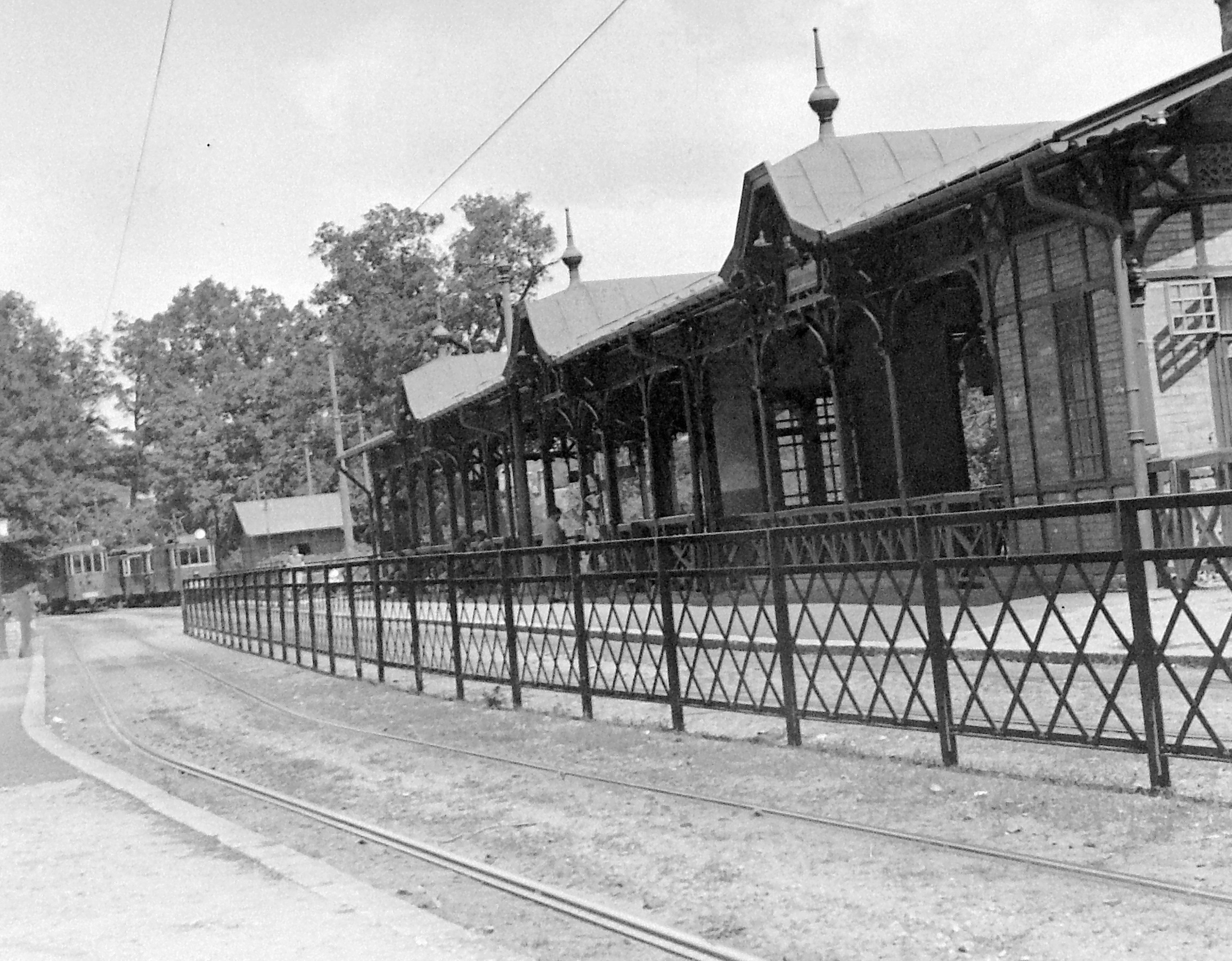
Hűvösvölgyi villamos végállomás, 1935-ben

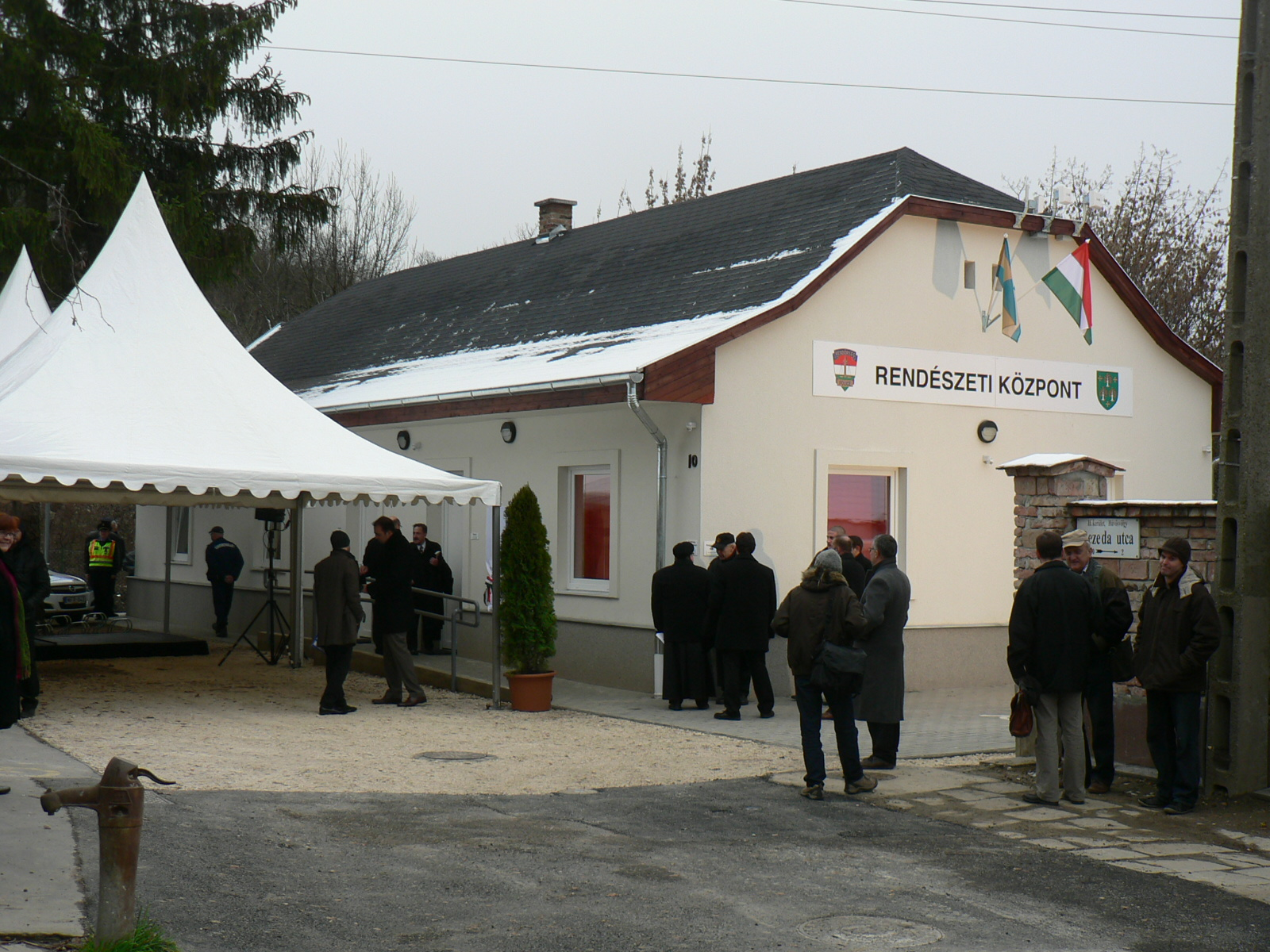
Rendészeti iroda a Bánffy György parknál (Rezeda u. 10.)

2009 óta a hűvösvölgyi végállomást a nappali forgalomban csak villamosvonalak kötik össze a budai belvárossal és a M2-es metróval (56-os, 56A, 59B, 61-es), míg a főváros belső részei felé haladó egyetlen buszjárat (jelenlegi számozása szerint 29-es) belső végállomása a III. kerületi Szentlélek téren található. Az agglomerációs buszjáratokat érintően annyi változás történt a közös végállomás átadása (2014) óta, hogy a Solymárra közlekedő, korábbi 64-es és 164-es buszok helyett hat solymári, nappali buszjárat (64, 64A, 64B, 164, 164B, 264) útvonala ér véget ezen a végállomáson. 2000 óta éjszakai tömegközlekedési járatokkal is elérhető Hűvösvölgy, a belváros felől érkező 956-os buszhoz később két, innen az agglomerációba induló éjszakai járat is társult, a 963-as és 964-es.

## Látnivalók
- Hűvösvölgy környékének talán legérdekesebb, épített értéke a 2006 óta műemléknek számító Magyar Szentföld-templom, amely valójában egy templomi célra emelt, de a befejezése előtt félbemaradt építésű, ám még így is monumentális hatású, ovális alakú épülettorzó a Heinrich István utca 5. számú telken. A templom építését a ferences rendtartomány szentföldi hivatali biztosa, Majsai János Mór szerzetes kezdeményezte az 1930-as években, az építkezés 1940-től 1949-ig tartott, amikor – nem sokkal a már kizsaluzott kupolaszerkezet kibetonozása előtt – a Rákosi-rendszer az építkezést leállíttatta, sőt a tetőszerkezet elkészült részeit is lebontották. Számos különböző, világi funkció után 2013 óta ismét a ferences rendtartomány az épület kezelője. (Az 1930-40-es években a szomszédos Heinrich István u. 3. számú villaépületben és a 7. számú ingatlanon is a ferences rend által fenntartott létesítmények – zárda, árvaház, nyomda és szentföldi múzeum – működtek.)
- A városrész látványának meghatározó eleme a villamos-végállomás épületegyüttese, amely szintén műemléki védettséget élvez. Érdekessége, hogy a forgalmi irodát és jegypénztárat is magában foglaló utasforgalmi főépület korábban mintegy 150 méterrel arrébb állt, az 1999 előtti régi végállomás felszállóhelyén (még régebben pedig, képeslapok tanúsága szerint a leszálló oldalon), de 1999-ben, a végállomási vágányrendszer teljes átépítésekor és a közös busz- ill. villamos-végállomás kialakításakor, elbontották, majd felújított állapotban a mai helyén állították fel újra. A főépület mellett álló kisebb, tornyos épület jelenleg is az eredeti helyén áll, korábban ez volt a sofőrök pihenőhelye az azóta megszűnt végállomási hurokvágány által körbeölelt kis területen. Jelenleg szociális célú helyiségek találhatók benne.
- Bánffy György emlékpark Bánffy György emlékhelyével.
- Évtizedeken át az egyik legfontosabb vonzereje volt Hűvösvölgynek a Balázs Vendéglő, de miután az 1980-as években leégett, több próbálkozás ellenére soha nem nyerte vissza korábbi fényét, a 2010-es évekre nagyrészt le is bontották. A vendéglő épületegyüttese az agglomerációba induló kék buszok egykori (ma autóparkolóként szolgáló) végállomása és a Vadaskert térségét átszelő turistautak Hűvösvölgyi útra történő kicsatlakozása közötti területen állt.

## A városrész az irodalomban
- Hűvösvölgy a fő helyszíne Gelléri Andor Endre: Hűvösvölgyi nászutasok című novellájának.

## Galéria

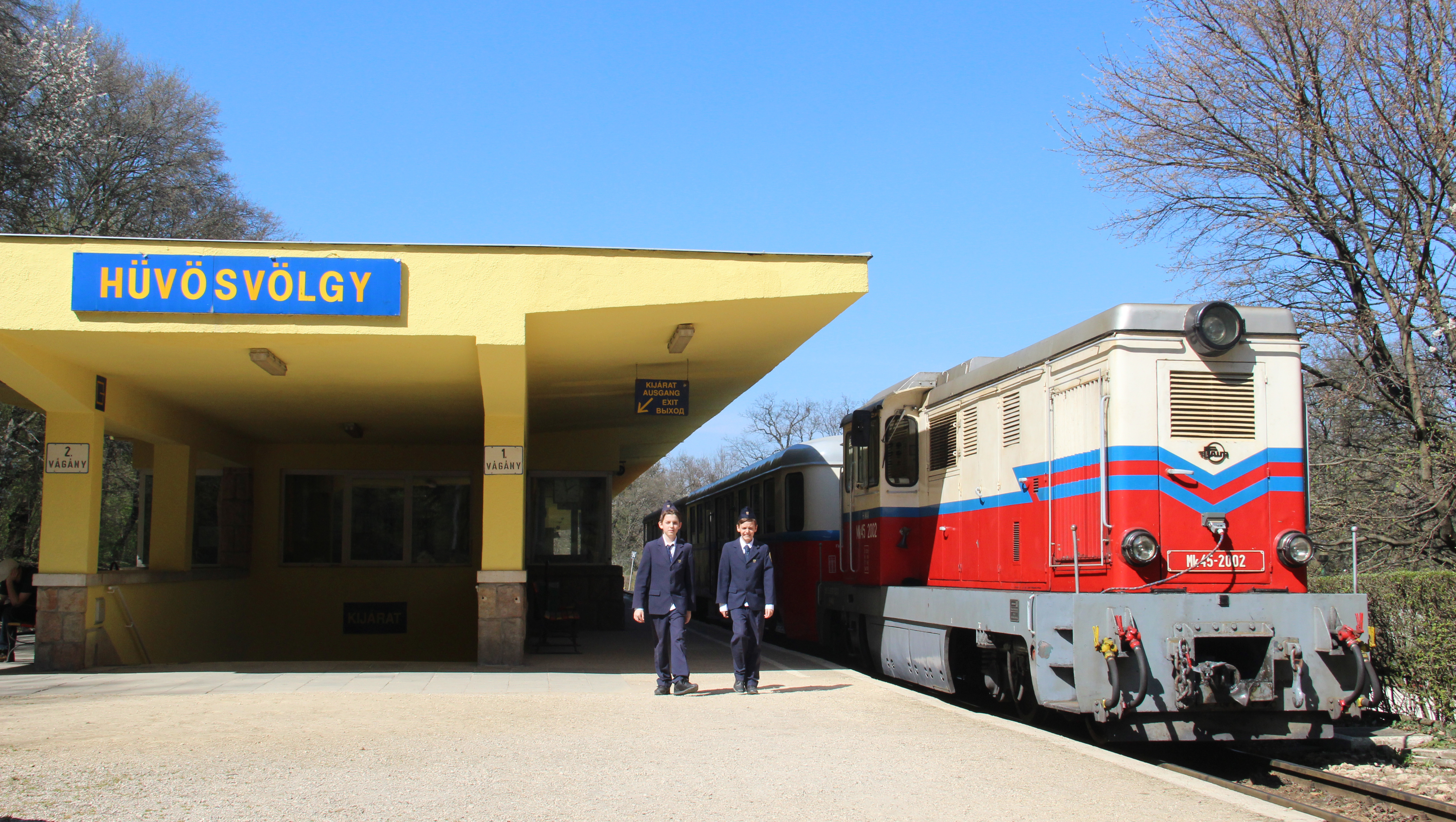
Személyvonat vár indulásra a Gyermekvasút közelmúltban felújított alsó állomásán
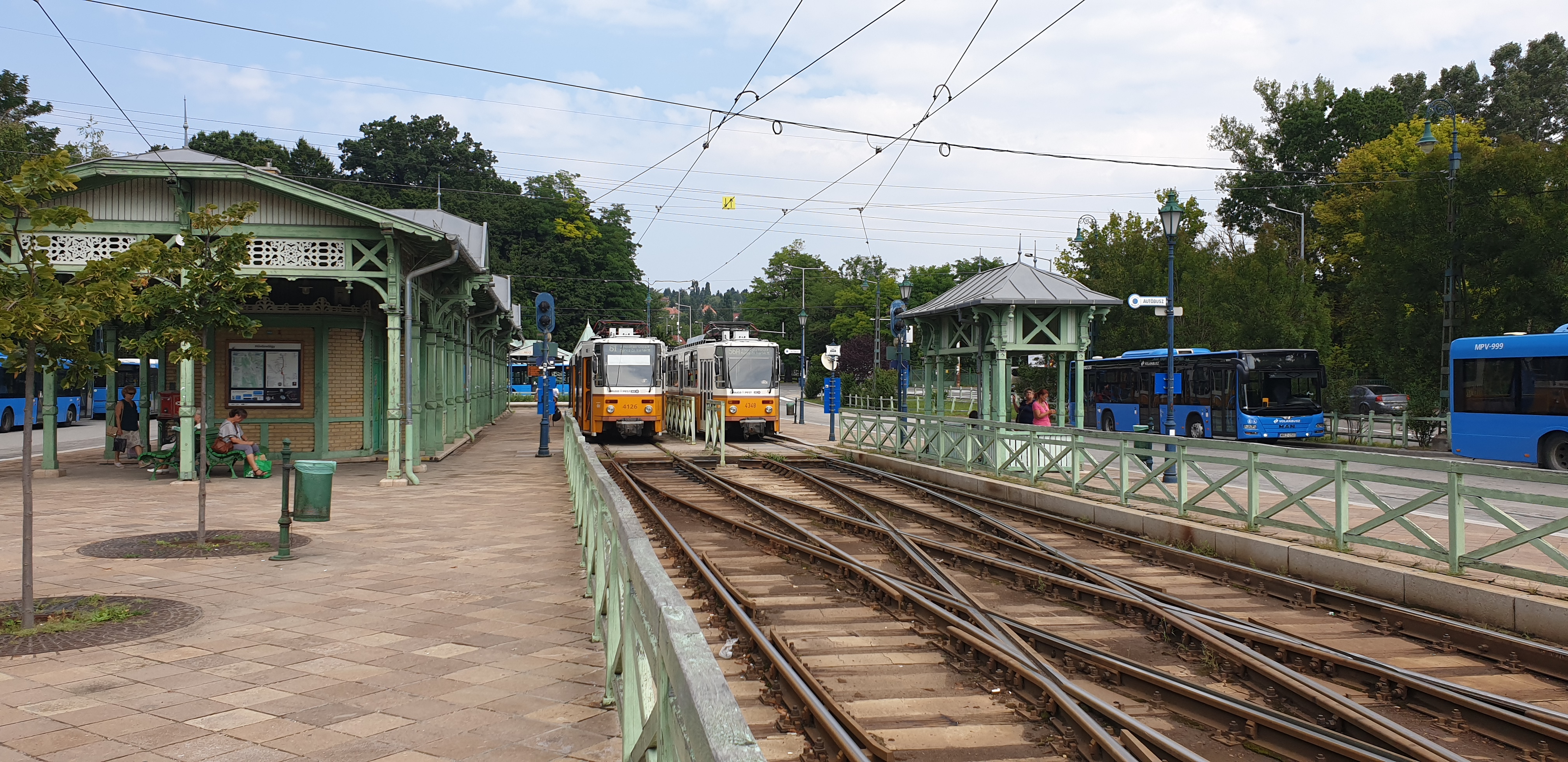
Tatra T5C5K típusú villamosok tartanak pihenőt két kör között, az 56-os és a 61-es viszonylatok közös végállomásán
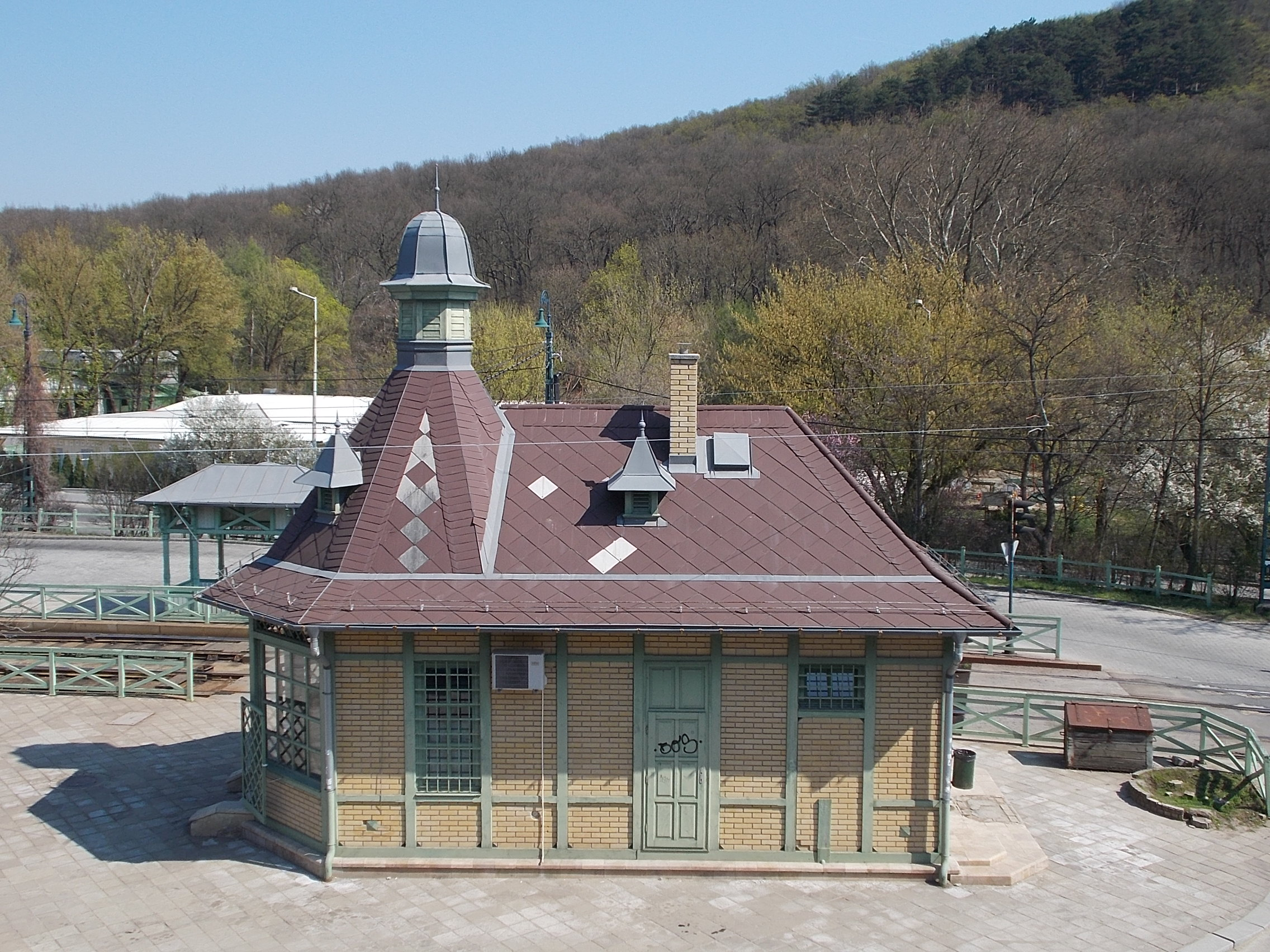
Műemlék forgalmi épület a villamos végállomás váltókörzeténél
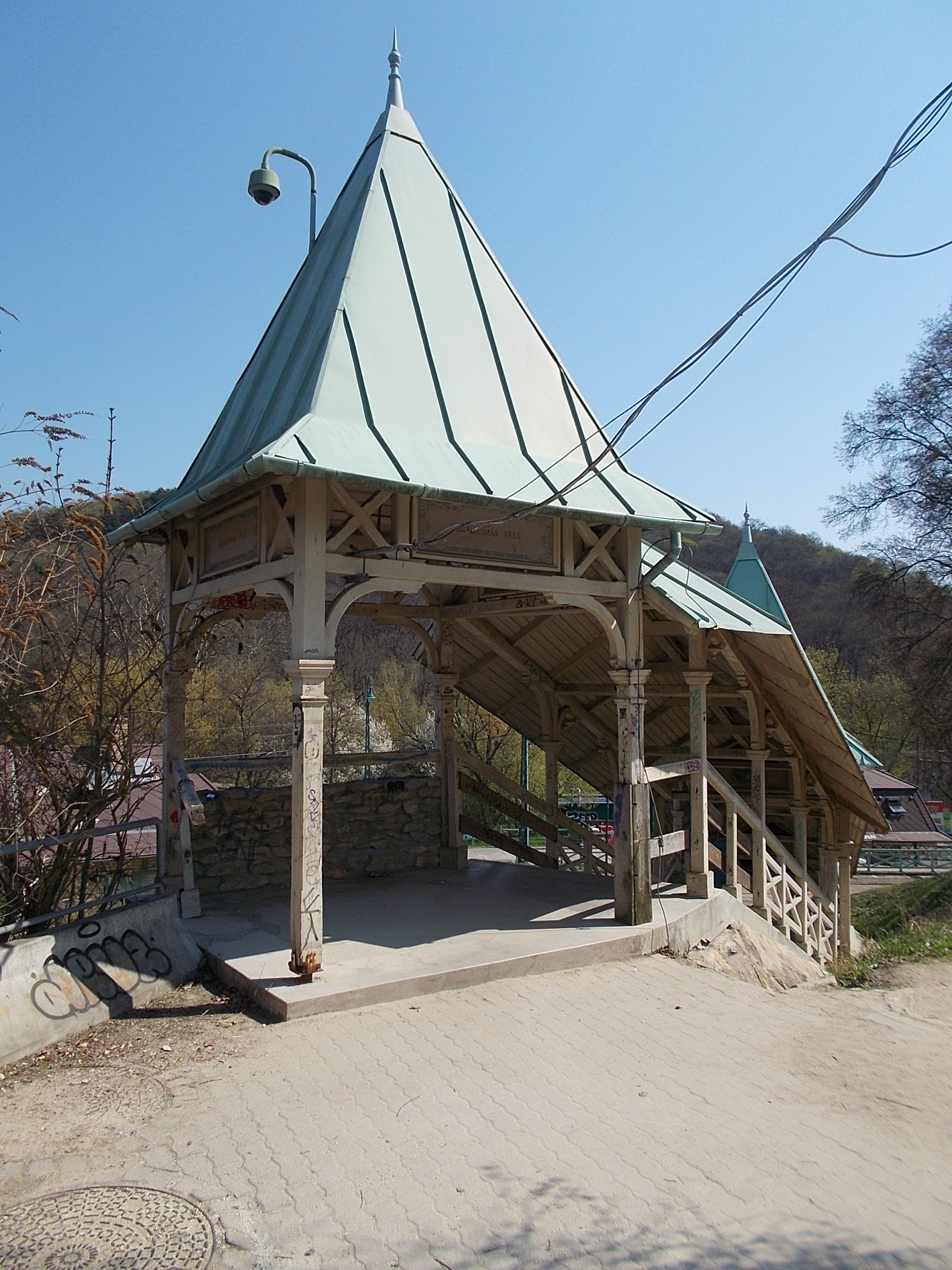
A BKK végállomásától fedett lépcsők vezetnek fel a Gyermekvasút állomásához
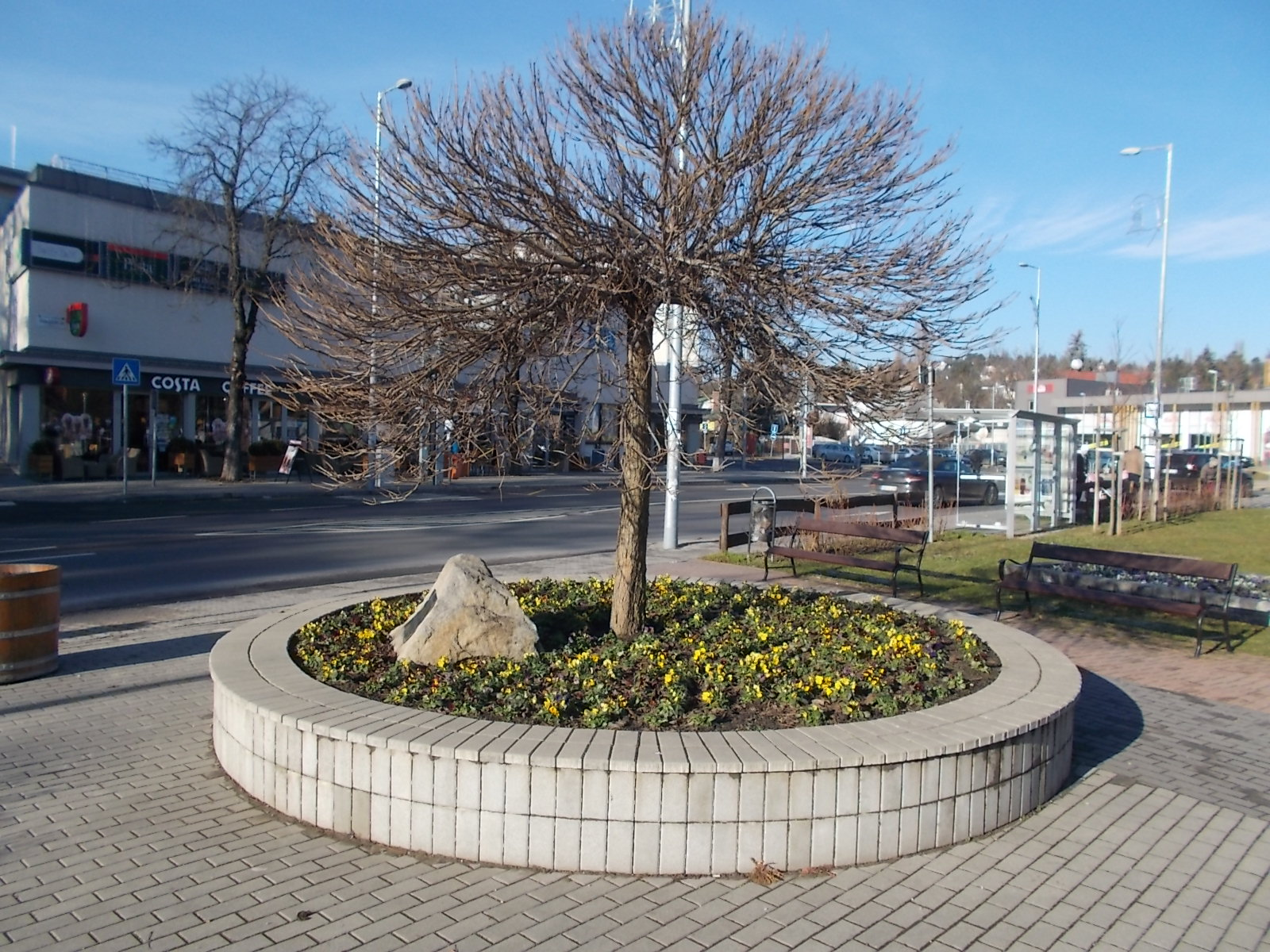
A Bánffy György emlékpark a Hüvi Szolgáltatóházzal szemben, a Hidegkúti út és az Ördögárok utca találkozásál
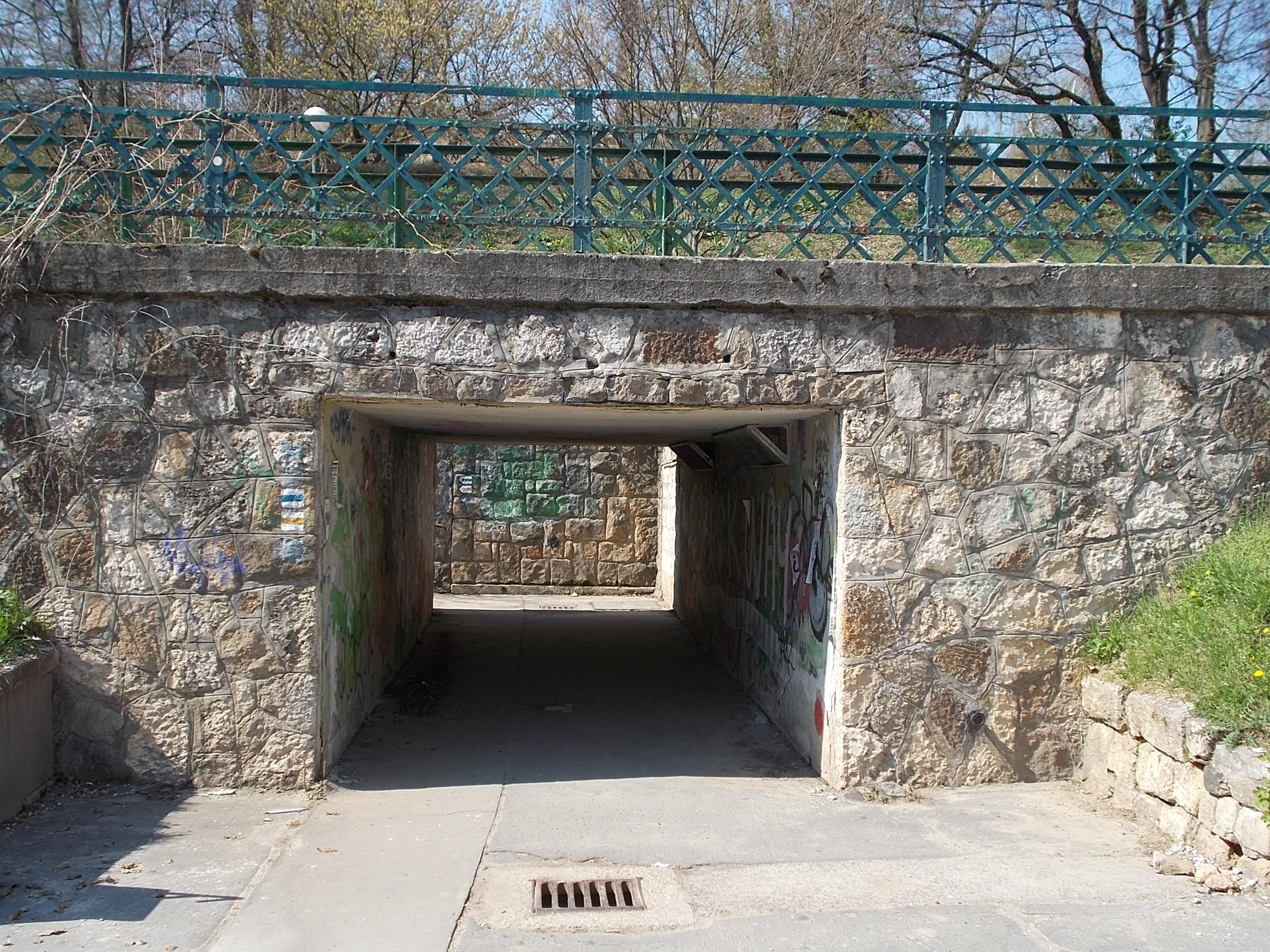
Az 56-os villamos régi végállomásának gyalogos aluljárója
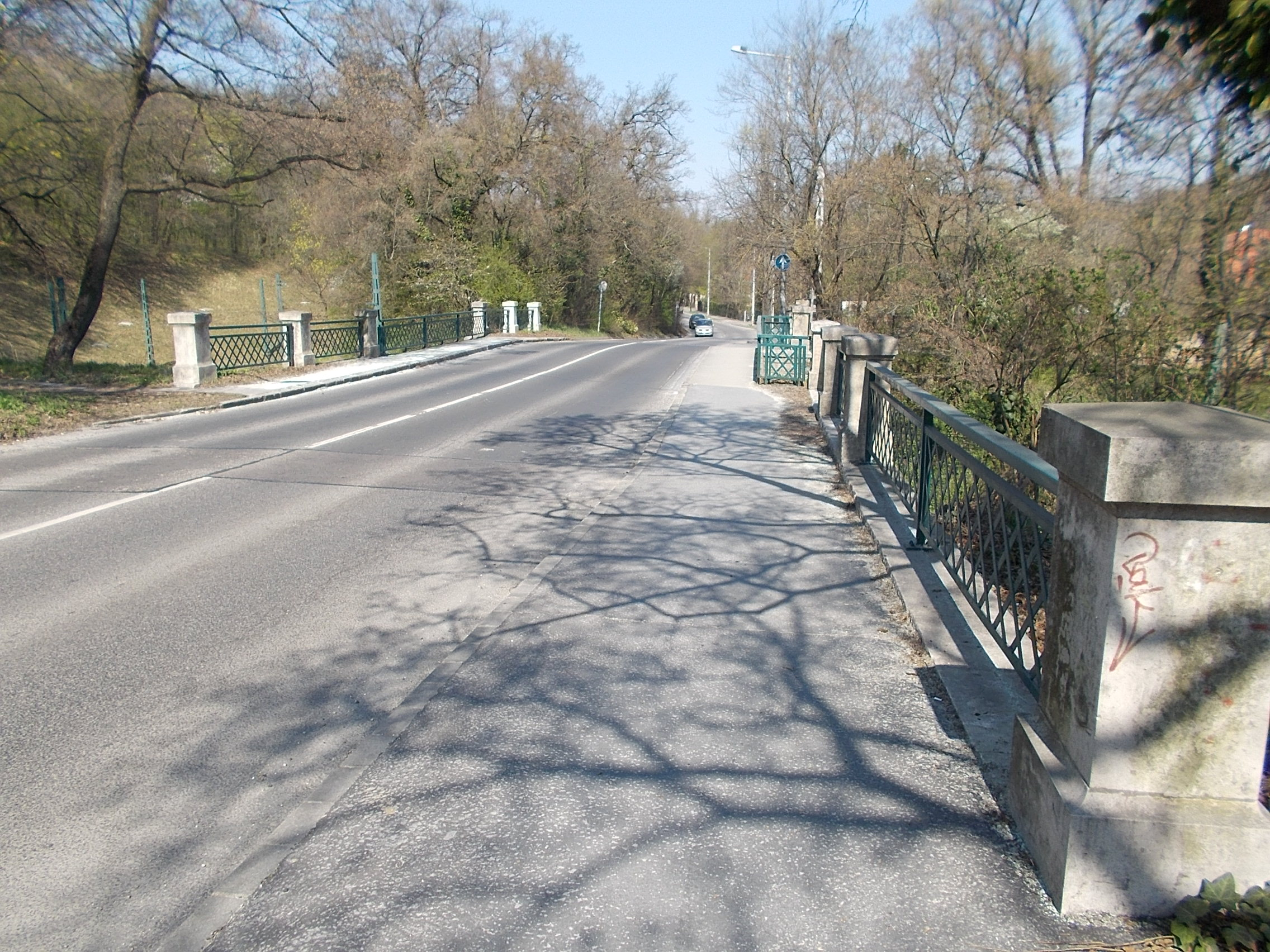
A villamospályát keresztező híd a Hűvösvölgyi úton a Völgy utca torkolatánál